# Joseph Westwood
Joseph Westwood (11 février 1884 - 17 juillet 1948) est un homme politique travailliste écossais.

## Biographie
Formé à la Buckhaven Higher Grade School, il travaille comme apprenti drapier, messager et mineur. Westwood est un militant syndical pour les mineurs de Fife de 1916–18 et pour les mineurs écossais de 1918 à 1929.
Westwood est élu député de Peebles et du Southern Midlothian aux élections générales de 1922 et représente la circonscription jusqu'à ce qu'il perde son siège en 1931. Il est candidat pour East Fife lors d'une élection partielle en février 1933 et est élu à Stirling et Falkirk en 1935, qu'il représente jusqu'à sa mort treize ans plus tard.
Westwood est secrétaire parlementaire privé de William Adamson, secrétaire d'État pour l'Écosse à partir de juin 1929, et sous-secrétaire d'État parlementaire pour l'Écosse de mars à août 1931 et de nouveau de mai 1940 à mai 1945. Il est secrétaire d'État pour l'Écosse de juillet 1945 à octobre 1947. Il est nommé conseiller privé en 1943.
Son mandat de secrétaire d'État pour l'Écosse est considéré comme terne. De l'avis de William George Pottinger (un ancien fonctionnaire qui écrit une histoire des secrétaires d'État pour l'Écosse de 1926 à 1976), Westwood est un homme politique indécis de façon chronique et conclut qu '«il vaut mieux considérer le temps de Westwood comme une pause. " . En plus de son indécision personnelle, Westwood est désavantagé par le fait que le ministère Attlee dont il est membre du Cabinet était fortement centralisé dans la poursuite de ses objectifs, et les appels qui étaient spécifiquement écossais (ou gallois, ou d'une région anglaise particulière) étaient généralement mal reçus ou ignorés par le gouvernement. Par conséquent, Westwood a du mal à obtenir le soutien du Cabinet pour des mesures spécifiquement écossaises .
Westwood est mort dans un accident de voiture en 1948 et est enterré au cimetière Dysart, par Kirkcaldy à Fife, avec sa femme.